# Eutypella
Eutypella (Nitschke) Sacc. – rodzaj grzybów z rodziny Diatrypaceae.

## Systematyka i nazewnictwo
Pozycja w klasyfikacji według Index Fungorum: Diatrypaceae, Xylariales, Xylariomycetidae, Sordariomycetes, Pezizomycotina, Ascomycota, Fungi.
Synonimy nazwy naukowej: Peroneutypella Berl., Pseudotrype Henn., Scoptria Nitschke, Tilakomyces Sathe & Vaidya, Valsa subgen. Eutypella Nitschke.

## Charakterystyka
Owocniki typu perytecjum, zanurzone w pseudopodkładce, składającej się zarówno z tkanek gospodarza, jak i grzyba. Podkładki okrągłe do eliptycznych, tworzące na żywiciela poczerniałą strefę. Perytecja ze zbiegającymi się, wydłużonymi szyjkami ujściowymi, ostiole niewyraźnie 3-5-bruzdkowate. Worki unitunikowe, maczugowate do wrzecionowatych, o długich trzonkach, z nieamyloidalnymi pierścieniami wierzchołkowymi, 8-zarodnikowe. Askospory jednokomórkowe, kiełbaskowate, lekko szkliste do oliwkowatych.
Grzyby nadrzewne, saprotroficzne występujące na martwych gałęziach drzew liściastych.

## Gatunki występujące w Polsce
- Eutypella acericola (De Not.) Berl. 1902
- Eutypella alnifraga (Wahlenb.) Sacc. 1882
- Eutypella cerviculata (Fr.) Sacc.
- Eutypella grandis (Nitschke) Sacc. 1882
- Eutypella leprosa (Pers.) Berl. 1902
- Eutypella padi (P. Karst.) Sacc. 1882[4]
- Eutypella padina (Nitschke) Nannf. 1953
- Eutypella prunastri (Pers.) Sacc. 1882
- Eutypella quaternata (Pers.) Rappaz 1987
- Eutypella sorbi (Alb. & Schwein.) Sacc. 1882
- Eutypella stellulata (Fr.) Sacc. 1882
- Eutypella tetraploa (Berk. & M.A. Curtis) Sacc. 1882

Nazwy naukowe na podstawie Index Fungorum. Wykaz gatunków według Mułenki i in. (z wyjątkiem E. padina).